# ヴィリー・ルドルフ・フェルスター
ヴィリー・ルドルフ・フォルスター（Willy Rudolf Foerster、1905年7月15日-1966年2月19日）は、日本在住時にホロコーストからユダヤ人を救出したドイツ人エンジニア兼実業家。
フェルスターは、東京にF.&K. Engineering Companyと日獨機械製作所を設立し活動。実業家として成功したフェルスターは、当時、日本で最も裕福な外国人の1人だったという。

## 戦争

### ユダヤ人難民の救助
東京ユダヤ人難民救済会の助けを借り、フェルスターはドイツとその占領地から多数のユダヤ人難民を雇用した。反ナチであったフェルスターは、東京ユダヤ人難民救済会と共に、新しく雇用したユダヤ人とその家族の日本への入国を手配した。ナチ党からだけではなく、東京と横浜のドイツ政府機関からの大きな圧力にもかかわらず、フェルスターはユダヤ人を解雇することを拒否した。フェルスターは、ナチ党の政策から公に自分自身を切り離し、自分自身を「無国籍者」と呼んだ。
東京ユダヤ人難民救済会を設立したハンス・アレクサンダー・シュトラウス（コロムビア・レコード）とカール・ローゼンバーグ（Liebermann-Waelchli & Co.）が、ドイツとその占領地で迫害を受けているユダヤ人から申込みを受け取り、フェルスターに転送した。それを受け、フェルスターは応募者のユダヤ人が日本へ移り住むことができるように手配した。フェルスターの会社で働く従業員の子供たちは学校に通うことができた。このようにして、フェルスターは、ドイツ、オーストリア、チェコスロバキアなどの国から、かなりの数のユダヤ人難民が日本に来られるように手配した。ローゼンバーグは、1939年にドイツの無国籍のユダヤ人エンジニアに宛てた手紙の中で、フェルスターを「並外れた独立心を持ち、個性に溢れ、偏見のない」人物だと説明した。そのエンジニアは、ユダヤ人であることを示す「J」のスタンプが押されていないパスポートと、フェルスターの会社との雇用契約を提出したにもかかわらず、日本政府はそのエンジニア一家の入国を拒否した。それを受け、ローゼンバーグの言葉通り、フェルスターは、エンジニア一家に対する日本への入国許可を得るために必死に政府機関に働きかけ、他のケースと同様に、許可を得ることに成功した。極めて難しい状況にもかかわらず、日本の当局を説得できたことをフェルスターが大変喜んでいたと、ローゼンバーグは記述している。これ以外にも、いくつかのケースが文書として残されている。1940年末には、フェルスターはウィーンの従業員の子供の1人が強制収容所に送られるのを阻止することに成功している。一家が日本に到着してから数ヶ月後、横浜のドイツ領事により一家は市民権を剥奪されたが、フェルスターは、家族全員が上海ゲットーに強制送還される直前にそれを阻止した。

### ドイツの外交官による犯罪者としての名誉毀損
東京と横浜のドイツ外交官は、フェルスターのナチに対する抵抗活動を受け、フェルスターを犯罪者であると仕立て上げた。フェルスターの前科を偽造し、ドイツ人コミュニティに広めた。戦後、日本軍はその偽造文書を連合軍に渡し、フェルスターの信頼性を下げるために利用した。ドイツ外交官は、フェルスターと同名の人物の犯罪歴を基に、フェルスターの前科を作成した。この同名の人物は、窃盗、盗品の取り扱い、性犯罪を犯し、ドイツで数回投獄された経歴があり、1890年にケムニッツ近郊のライヒェンブランドで生まれおり、フェルスターの出生年である1905年とも、出生地であるフォークトラントのライヒェンバッハとも異なる。この人物の記録は、1937年7月23日から1938年6月23日までドイツのホーエネックの刑務所で服役していたことを明確に示している。その頃、フェルスターはすでに日本に何年にも渡って住んでおり、実業家として成功を収めていたにもかかわらず、後に連合軍最高司令官は偽造された前科をフェルスターの公式文書として扱った。これにより、元公務員などの利害関係者の虚偽の陳述と相まって、フェルスターの信頼性が大いに貶められることになった。

### 逮捕
ナチ党の政策と反ユダヤ主義に対する強く反対するフェルスターは、日本人の妻と数人の従業員と共に、1943年5月24日に憲兵隊によって逮捕された。ドイツ当局が、フェルスターをソビエトスパイとして非難したことを受けたことによる逮捕だった。フェルスターは、憲兵隊だけでなく、ヨーゼフ・マイジンガーによっても拷問を受け、工場を日本企業に売却することを余儀なくされた。フェルスターは1年以上投獄され、1944年6月13日に釈放された。日本の裁判所ではスパイとしては無罪となったが、反戦プロパガンダと大衆の扇動のために保護観察の処分を受け、その数日後、自宅軟禁となった。
1945年5月17日、マイジンガーの扇動により、フェルスターは反ナチとして再び逮捕された。フェルスターは、ドイツからの在日ユダヤ人や同盟国からの一般市民（カトリックの修道女など）と共に、東京の小石川に収容される。フェルスターはスポークスマンとして選出され、インド市民と結婚したドイツ人女性の助けを借りて、収容者に対する食糧配給の追加分で購入した。また、東京大空襲が起きた1945年5月25日から26日の夜に、収容者たちが収容所を脱出できたのはフェルスターの貢献が大きかったという。フェルスターは警備員の武装を解除し、燃えさかる建物から収容者を助けた。1945年8月15日、収容所はアメリカ軍によって解放された。

## 戦後

### 連合軍最高司令官/対敵諜報部隊の調査結果
戦後、フェルスター一家は野尻湖にある家に移り住んでいた。連合軍は広範囲にわたる調査を実施し、元ドイツ外交官などが尋問を受けた。そういったナチの利害関係者がフェルスターの信用を傷つけることに成功したことを示す良い例が、連合軍最高司令官によるフェルスターのファイルである。一方、対敵諜報部隊（CIC）の内部調査では、フェルスターは真の反ナチであり、ユダヤ人難民を雇用していたため、ドイツのナチ党当局からペルソナノングラタと見なされていたことが明らかになった。フェルスターは反戦プロパガンダで告発され、反ナチとして2回逮捕され、ワルシャワの虐殺者ことヨーゼフ・マイジンガーにより日本の当局に通報された、と調査は判断している。

### 没収とドイツへの強制送還
このような調査の結果が分かり、1936年以来フェルスターが無国籍者であったという事実にもかかわらず、日本での財産は没収され、ナチス容疑者としてフェルスターは妻と娘と共にドイツに強制送還された。フェルスターを助けようとしたユダヤ人の友人たちは、単なる「無国籍の外国人」である彼らができることはなく、フェルスターは「口を開けるたびに嘘をつき」、「政治のために逮捕された訳ではない」と言われたという。また、フェルスターの件に干渉することは、彼らにとって危険性があることも言及された。

### ドイツの裁判所の調査結果
フェルスターのドイツ帰国後、ドイツの裁判所が、対敵諜報部隊と同じ結論に達するまでに約20年を要した。多数の証人に対する質問の後、フランクフルト・アム・マインの高等地方裁判所の裁判官は、フェルスターが国家社会主義に対して反目しており、抵抗活動を行っていたこと、特にユダヤ人難民を雇用したことが原因で、マイジンガーにより迫害されたと判断した。裁判所はまた、マイジンガーは、日本の当局が少なくとも長期に渡ってフェルスターを拘留することを知って、スパイとして仕立て上げ、日本の当局をフェルスター迫害の道具として使用した、という結論に至った。この決定のわずか数ヶ月後、フェルスターは亡くなった。フェルスターの名誉は公に回復されたことは一度もない
2018年8月28日、東京の「シンドラー」であるヴィリー・ルドルフ・フェルスターの伝記がボンのハウス・デア・ゲシヒテで公開された。講演の中で、著者のクレメンス・ヨケムは、フォルスターによって救出されたユダヤ人従業員の個々の伝記、写真、およびフォルスター事件に関連する重要な新しい文書を提示した。 

### 書籍
- Jochem, Clemens (2017). Der Fall Foerster: Die deutsch-japanische Maschinenfabrik in Tokio und das Jüdische Hilfskomitee. Berlin: Hentrich & Hentrich. ISBN 978-3-95565-225-8
- Rotner Sakamoto, Pamela (1998). Japanese Diplomats and Jewish Refugees: A World War II Dilemma. Westport: Praeger. p. 93. ISBN 0-275-96199-0
- Petroff, Serge P. (2008). Life Journey: A Family Memoir. Bloomington: iUniverse. ISBN 978-0-595-51115-0 [Memoirs of an employee of Foerster. Petroff provides, except some inaccuracies (e. g. date of Foerster's arrest), an authentic insight into Foerster's anti-Nazi attitude, his persecution by the Gestapo and his arrest and expropriation by Japanese authorities.]

### 学術雑誌
- Jochem, Clemens (December 2017). “Menschlich mutig. Der Industrielle Willy Rudolf Foerster in Tokio” (German). StuDeO-INFO (12/2017):  40–42. ISSN 1866-6434.
- Menkhaus, Heinrich (January 2018). “Buchvorstellung: Clemens Jochem: Der Fall Foerster. Die deutsch-japanische Maschinenfabrik in Tokio und das jüdische Hilfskomitee” (German). OAG Notizen (01/2018):  56–58. ISSN 1343-408X.
- Weissleder, Dirk (1 December 2017). “Genealogisch-biographische Datenbank für deutsche Kriegsgefangene in Japan.” (German). Mitteilungen Institut für Personengeschichte (02/2017):  15–17. ISSN 2509-2286.
- Möckel, Gerd (23 January 2018). “Fast vergessen: Reichenbacher rettete Juden in Japan das Leben” (German). Freie Presse 2018年1月30日閲覧。.
- Möckel, Gerd (27 January 2018). “Reichenbach will Foerster würdigen” (German). Freie Presse 2018年1月30日閲覧。.
- Luley, Björn (1 June 2018). “Ein Aufrechter in Japan” (German). informationen. Wissenschaftliche Zeitschrift des Studienkreises Deutscher Widerstand 1933-1945 (87):  43. ISSN 0938-8672.
- Bellanger, Jean-Luc (1 July 2018). “Un homme d'affaires. Tribulations d'un industriel allemand antinazi au Japon puis en Allemagne entre 1931 et 1966” (French). Le Patriote Résistant (932):  12–14. ISSN 0223-3150.
- Warszawski, Nathan (7 November 2018). “In Erinnerung an den anständigen Deutschen Willy Rudolf Foerster” (German). tabularasa Zeitung für Gesellschaft und Kultur.
- Grunberg, Liane (30 May 2019). “The Untold Story of Japan’s Oskar Schindler”. Tablet Magazine.
- Bistrovic, Miriam (1 June 2019). “Rezension: Der Fall Foerster. Die deutsch-japanische Maschinenfabrik in Tokio und das Jüdische Hilfskomitee”. Zeitschrift für Geschichtswissenschaft 67 (6):  586–588. ISSN 0044-2828.
- Grunberg, Liane (17 August 2019). “杉原千畝ではない「日本のシンドラー」の知られざる物語”. Courrier Japon.

### インタビュー/オーラルヒストリー
- マーガレット・A・ベンダハン、ニー・リーベスキンドへのインタビュー。彼女の日本への脱出と、ドイツ当局の扇動による「スパイ」容疑者としての逮捕と拷問について。 1991年8月27日、米国ホロコースト記念博物館コレクション。夫人。ベンダハンは、ヴィリー・ルドルフ・フォルスターによって救助されたスターン家の親友でした。彼はインタビューで何度か言及されています：01：42：00-01：47：00 h（パート1/2）、01：56：00-01：57：30 h（パート1/2）、00：12 ：00-00：18：00（パート2/2）。 1963年3月30日付けのマーガレットベンダハンによる宣誓供述書は、「DerFallFoerster」の94-95ページに引用されている